# Arthur Whitten Brown

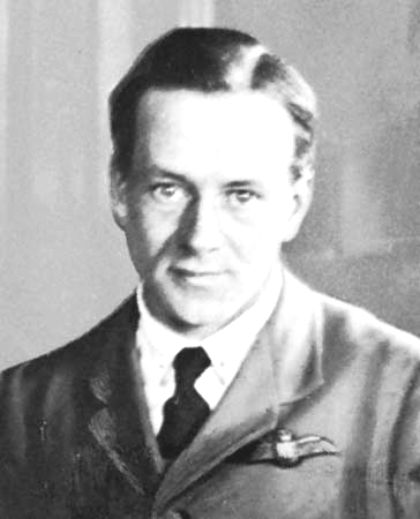
Arthur Whitten Brown

Arthur Whitten Brown född 23 juli 1886 i Glasgow död 4 oktober 1948 i Swansea, var en brittisk ingenjör och flygare. 
Han var verksam som ingenjör före första världskrigets utbrott och när kriget bröt ut sökte han sig till det brittiska försvaret där han utbildades till pilot. Han deltog sedan i striderna på det europeiska fastlandet och hamnade i ett krigsfångeläger efter att han blivit nedskjuten över Tyskland. 
Efter kriget återupptog han sitt arbete som ingenjör och vid ett besök på Vickers flygplansfabrik tillfrågades han om han ville delta som navigatör på en nonstoppflygning över Atlanten med ett Vickers Vimy tvåmotorigt biplan.
Tillsammans med piloten John W. Alcock startade han flygningen över Atlanten från St. John's på Newfoundland den 14 juni 1919 klockan 16:13 GMT. 16 timmar 12 minuter senare landade de i Clifden på Irland. För sin prestation fick de dela på London Daily Mails uppsatta pris på 10 000 pund. Kungen ansåg bedriften så stor att de bägge flygarna adlades.
Efter rekordflygningen slutade Brown med flygning. Han återvände till jobbet som ingenjör och blev sedermera vd för Metropolitan Vickers Company i Swansea.